# Voglio anch'io
Voglio anch'io (Ya tozhe khochu) è un film del 2012 diretto da Aleksej Balabanov.
Film drammatico russo presentato alla 69ª Mostra internazionale d'arte cinematografica di Venezia nella sezione Orizzonti, ultima regia per Aleksej Balabanov.

## Trama
Cinque persone si dirigono verso un misterioso Campanile della felicità. A seconda delle voci esso si trova circa a metà strada tra San Pietroburgo e Uglič e possiede un elevato livello di radioattività. La popolazione della zona è morta da un giorno all'altro. Un gruppo di persone si indirizza verso questo posto misterioso per trovare la felicità. Tutti loro sono di diversa provenienza: un musicista, un bandito, un suo amico Matvej con il vecchio padre e una prostituta raccolta durante il percorso. È saputo però che il Campanile non "accetta" tutti, infatti nessuno è mai tornato da quel territorio.

## Produzione
Le riprese di Voglio anch'io cominciarono il 25 febbraio 2012 in un paesino di Eski della regione Tverskaya. Per rappresentare il Campanile della felicità fu usato il campanile vetusto di una chiesa di nome Zapogodskaya (la regione Vologodskaya), costruita all'inizio del XIX secolo.
Aleksej Balabanov affermava che fu "il campanile sgangherato posizionato su un'isola" a dargli l’idea del film. A distanza di quaranta giorni dalla morte del regista (27 giugno 2013) la costruzione crollò.
La sceneggiatura fu scritta dal regista stesso come accadeva negli altri film, il ruolo da direttore della fotografia venne preso da Alexandr Simonov che aveva partecipato a tutti i progetti di Balabanov del tardo periodo a partire dal film Cargo 200. Per interpretare i ruoli principali furono scelti attori non professionali: Yuriy Matveev e Alexandr Mosin, che avevano già lavorato precedentemente con Balabanov nei film Kochegar e Morfina e Oleg Gargusha musicista del gruppo rock Auktsion.
Inoltre, uno dei personaggi secondari del film era un regista (socio dell'European Film Academy) che fu interpretato da Balabanov stesso, anche se non era suo solito comparire nei propri film. Dal momento in cui Balabanov ha interpretato il personaggio respinto dal Campanile della felicità, passò meno di un anno che morì veramente.
Inizialmente, Vyacheslav Butusov è stato invitato al ruolo del musicista, quindi Gleb Samoilov e Sergey Chigrakov . Alla fine, Balabanov ha approvato Leonid Fedorov, ma a causa di una combinazione di circostanze diverse, Leonid non ha potuto essere rimosso, e letteralmente pochi giorni prima della sparatoria, Balabanov ha invitato Garkusha.
Rispondendo alla domanda sul genere del film il produttore Sergey Selyanov ha fatto un paragone con L'isola di Pavel Lungin, dicendo però che è un progetto assolutamente diverso: "È una storia viva sulle cose più importanti di una persona, del suo desiderio nascosto della felicità”. Il genere è davvero difficile da definire: chiamarlo mistico non sarebbe corretto, road-movie neanche, e chiamarlo parabola sarebbe noioso. La trama del film ha alcune somiglianze alla pellicola Stalker di Andrej Tarkovskij.